# Ankara Spor Salonu
L'Ankara Spor Salonu o Ankara Arena és un pavelló esportiu localitzat al barri d'Ulus a Ankara, Turquia inaugurat l'abril de 2010. Té una capacitat per 10.400 espectadors. Va ser construït especialment pel Campionat del Món de bàsquet 2010, i reemplaçarà el pavelló Ankara Atatürk Spor Salonu com a casa dels clubs turcs CASA TED Kolejliler i Türk Telekom B.K..